# Inostemma acuminatum
Inostemma acuminatum är en stekelart som beskrevs av Tomsík 1950. Inostemma acuminatum ingår i släktet Inostemma och familjen gallmyggesteklar. Arten är reproducerande i Sverige. Inga underarter finns listade i Catalogue of Life.